# Oxygène 3
Pour les articles homonymes, voir Oxygène (homonymie).
Albums de Jean-Michel Jarre
Electronica 2: The Heart of Noise
(2016) Radiophonie vol. 9
(2017)
Singles
1. Oxygène Part 17
Sortie : 4 novembre 2016

Oxygène 3 est un album studio de Jean-Michel Jarre, sorti le 2 décembre 2016. Il vient célébrer les quarante ans de son album Oxygène, sorti en 1976.

## Historique
Durant l'enregistrement de ses deux albums précédents, Electronica 1: The Time Machine (2015) et Electronica 2: The Heart of Noise (2016), Jean-Michel Jarre compose et enregistre un morceau qui lui fait penser à Oxygène. Les quarante ans de cet album arrivant à grands pas, il décide d’enregistrer un nouveau chapitre d’Oxygène, en utilisant la même approche minimaliste que l'album de 1976 mais avec la technologie moderne. En interview, il ajoute « J'ai pris le prétexte du 40e anniversaire d’Oxygène […] en me disant : Je vais prendre ça comme date butoir pour me mettre en situation de faire un album en six semaines, comme j'avais fait le premier Oxygène ».
Le compositeur annonce officiellement la sortie de l'album sur son site le 30 septembre 2016 :

« Le 2 décembre 1976 a vu la sortie de Oxygène 1, et je peux dire que ça a changé ma vie ! Aujourd’hui, pour son 40e anniversaire, je peux révéler qu’un nouvel album, Oxygène 3 sortira le 2 décembre 2016. […] Quel incroyable voyage Oxygène a été jusqu’à aujourd’hui. Je suis très impatient de poursuivre l’histoire d’Oxygène avec vous tous. »

— Jean-Michel Jarre, 30 septembre 2016
Durant la tournée pour les albums Electronica, Jean-Michel Jarre présente le titre Oxygène 17, ensuite commercialisé en single le 4 novembre 2016.

## Enregistrement
L'album de 1976 a été réalisé sur un multipiste huit pistes avec très peu d'instruments. « J'ai essayé de conserver cette approche minimaliste pour Oxygène 3 », a déclaré Jarre. Jarre a également déclaré que l'album est séparé en deux faces distinctes, « claire et sombre ». Oxygène (Part 20) sample Oxygène (Part VI) de l'album original dans les sons de vent et de bruit blanc qui se jouent au début du morceau. L'album a été enregistré en seulement six semaines et mixé par Jarre en utilisant le logiciel audio Ableton Live.

## Pochette
La pochette de l'album comporte un modèle en trois dimensions qui recrée le dessin original de Michel Granger utilisé pour l'album d'Oxygène 1976. Pour la pochette, Jarre a demandé à Granger la permission de réaliser un modèle basé sur son œuvre, mais sous un autre angle. Selon Jarre, l'œuvre est « un signal d'alarme écologique, sombre et surréaliste, évoquant à la fois l'espace extérieur et celui de notre espace vital ». Il ajoute également qu'elle « devient indissociable de la musique ».

## Sortie
Oxygène 3 est sorti le 2 décembre 2016 sous les labels Sony et Columbia, célébrant ainsi le 40e anniversaire de l'album Oxygène original. Le premier single de l'album était Oxygène (Part 17).
L'album est édité en CD, LP 33 tours 180 g et téléchargement numérique. Un coffret composé de Oxygène (1976), Oxygène 2 (1997) et Oxygène 3 est également commercialisé en version digipack avec trois CD (Oxygène Trilogy) et en version collector (Oxygène Trilogy 40th Anniversary Edition) avec trois CD, trois vinyles 33 tours transparents et un livre sur l'histoire d'Oxygène.

## Liste des titres
Toute la musique est composée par Jean-Michel Jarre.
| No | Titre           | Durée |
| -- | --------------- | ----- |
| 1. | Oxygène Part 14 | 5:28  |
| 2. | Oxygène Part 15 | 6:40  |
| 3. | Oxygène Part 16 | 6:50  |
| 4. | Oxygène Part 17 | 4:20  |
| 5. | Oxygène Part 18 | 2:48  |
| 6. | Oxygène Part 19 | 5:45  |
| 7. | Oxygène Part 20 | 7:58  |

## Matériel
- Eminent 310
- EMS Synthi AKS
- Small Stone Electro-Harmonix
- Electric Mistress
- ARP 2500
- ARP 2600
- Moog Sub 37
- Dave Smith Instruments OB6
- Mellotron D4000
- Korg Polyphonic Ensemble P
- Korg Mini Pops
- Metasonic
- Digisequencer
- Roland TR-808
- Animoog
- Teenage Engineering OP-1
- PO-12 Rhythm
- OP 24
- Ochord
- Elektron Analog Keys
- Access Virus
- Synapse Audio Software Dune VST
- Nord Lead 1
- Monark
- RBlocks
- Spire
- Serum
- Cognosphere
- Moog Taurus 1
- Micro Monsta
- Philicorda
- Spectrasonics Omnisphere 2
- Spectrasonics StyusRMX

## Classements
| Pays et classement (2016)     | Meilleure position |
| ----------------------------- | ------------------ |
| Suisse (Schweizer Hitparade)  | 14                 |
| Belgique (Flandre Ultratop)   | 30                 |
| Belgique (Wallonie Ultratop)  | 47                 |
| Pays-Bas (Mega Album Top 100) | 20                 |
| Allemagne (Media Control AG)  | 34                 |
| Écosse (OCC)                  | 44                 |
| Suède (Sverigetopplistan)     | 46                 |
| Royaume-Uni (UK Albums Chart) | 41                 |